# Ан-418
Ан-418 — проєкт радянського широкофюзеляжного двопалубного авіалайнера, що розроблявся КБ Антонова з початку 1980-х до початку 1990-х рр.
Є пасажирською версією транспортного літака Ан-124 «Руслан». На початку 1990-х проєкт був закритий. Ан-418 позиціонувався як перспективний конкурент А-380, однак Ан-418 визначально був зорієнтований на рейси середньої дальності. Технології, що використані при розробці Ан-418, майже на 20 років випереджали А-380. Серійно літак не випускався, існував лише як зменшена модель.
Паливна ефективність: 25—26 г/пас на км.
Пасажиромісткість: до 800 осіб (в однокласній версії).

## Особливості конструювання
У порівнянні з оригінальною моделлю Ан-124, Ан-418 мав отримати змінене крило та шасі. У фюзеляжі планові конструкторські роботи включали усунення вантажних люків, облаштування вхідних дверей, аварійних виходів та ілюмінаторів, встановлення компресорів для нагнітання потрібного тиску, що удвічі більший за існуючий у вантажному варіанті кабіни літака-попередника.